# Grupo Aéreo Naval de Chitose

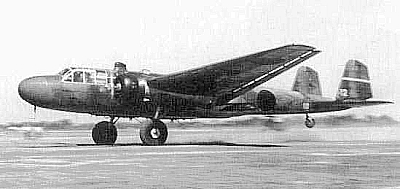
Mitsubishi G3M tipo 96.

El Grupo Aéreo Chitose (Chitose Kōkūtai) fue un grupo aéreo del Servicio Aéreo de la Armada Imperial Japonesa durante la Segunda Guerra Mundial. El grupo se formó el 1 de octubre de 1939 en el aeródromo de Chitose, en Hokkaidō, equipado con bombarderos Mitsubishi G3M tipo 96. El grupo se complementó más tarde con cazas Mitsubishi A5M Tipo 96. En diciembre de 1941, fue asignado para apoyar a la 4.ª Flota de la Armada japonesa para operaciones en el Pacífico central como parte de la 24.ª Flotilla Aérea. Se le cambió el nombre a 201.º Grupo Aéreo en diciembre de 1942. No debe confundirse con el Chitose de la AIJ.